# Faviidae
Die Faviidae sind eine Familie der Steinkorallen (Scleractinia). Die Familie ist heute auf ihre atlantischen Gattungen beschränkt. Die ehemals den Faviidae zugeordneten Gattungen des Indopazifiks wurden der Familie Lobophylliidae zugeordnet. Wie die meisten anderen Steinkorallen leben sie in einer symbiotischen Beziehung mit kleinen Algen (Zooxanthellen), die die Koralle mit Nährstoffen versorgen. Sie sind deshalb auf helle Standorte angewiesen.

## Aussehen
Viele Arten wachsen in großen Kolonien und erreichen Durchmesser von mehreren Metern. Wegen des massiven Skelettaufbaus ist ihr Wachstum sehr langsam. Große Kolonien müssen daher hunderte von Jahren alt sein. Das Muster der großen Polypen erinnert oft an die Windungen eines Gehirns. Sie bekamen deshalb den deutschen Namen Hirnkorallen.

## Gefährdung
Hirnkorallen können auch in gut gepflegten Meerwasseraquarien kultiviert werden. Die kompakt wachsenden Arten aus der Familie Faviidae können allerdings nicht so leicht vermehrt werden, wie die ästig wachsenden Acroporen und Montiporen. Sie werden deshalb immer noch stark in den Korallenriffen gesammelt. Dabei werden Teile der Korallenstöcke mit dem Meißel herausgeschlagen und der Mutterstock stark geschädigt. Die Faviidae sind wie andere großpolypige Steinkorallen vielerorts schon selten geworden.

## Gattungen

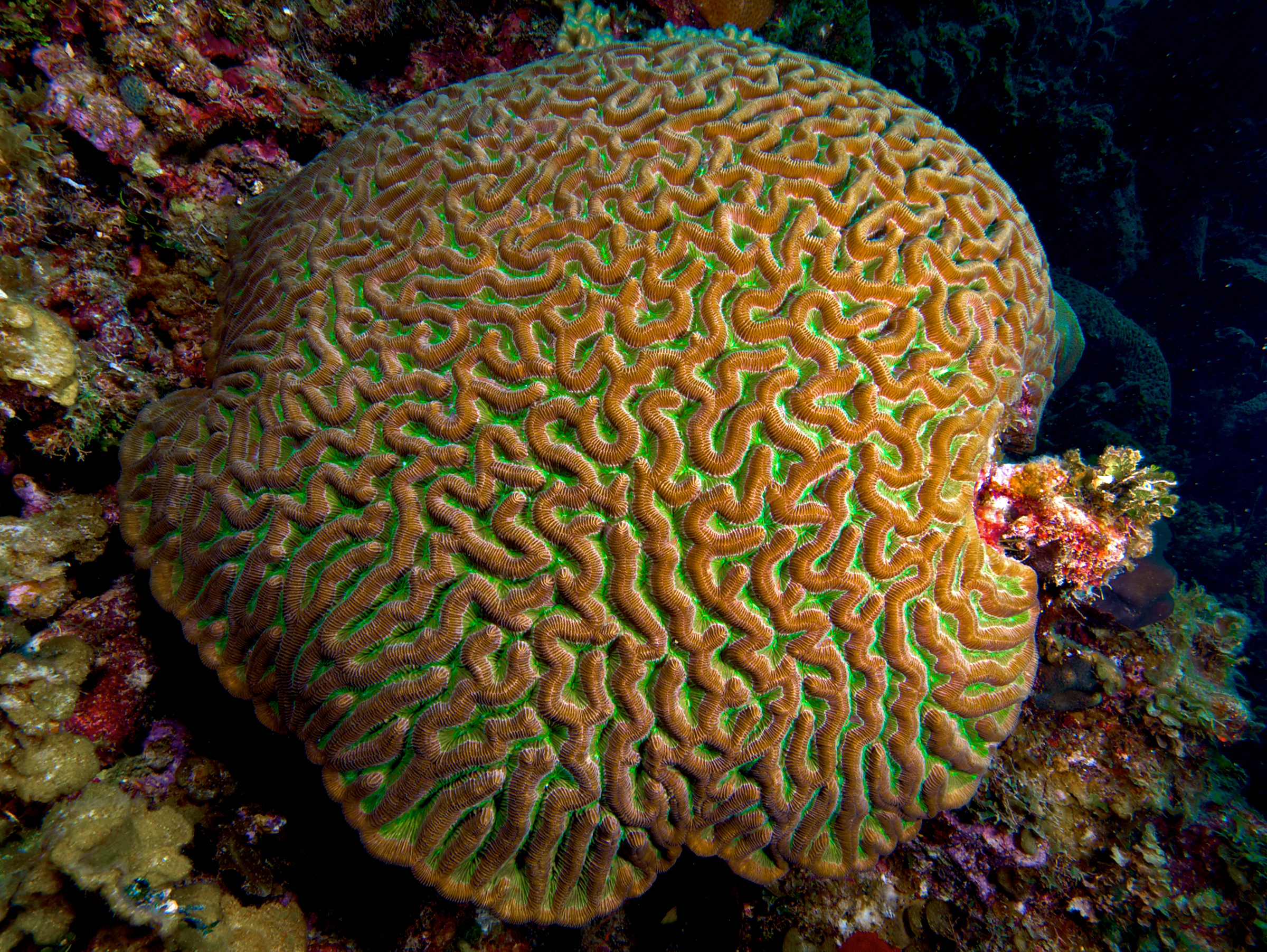
Colpophyllia natans

- Unterfamilie Faviinae Milne Edwards & Haime, 1857
  - Colpophyllia Milne Edwards & Haime, 1848
  - Diploria Milne Edwards & Haime, 1848
  - Favia De Blainville, 1820
  - Manicina Ehrenberg, 1834
  - Mussismilia Ortmann, 1890
  - Pseudodiploria Fukami, Budd & Knowlton, 2012
- Unterfamilie Mussinae Ortmann, 1890
  - Isophyllia Milne Edwards & Haime, 1851
  - Mussa Oken, 1815
  - Mycetophyllia Milne Edwards & Haime, 1848
  - Scolymia Haime, 1852

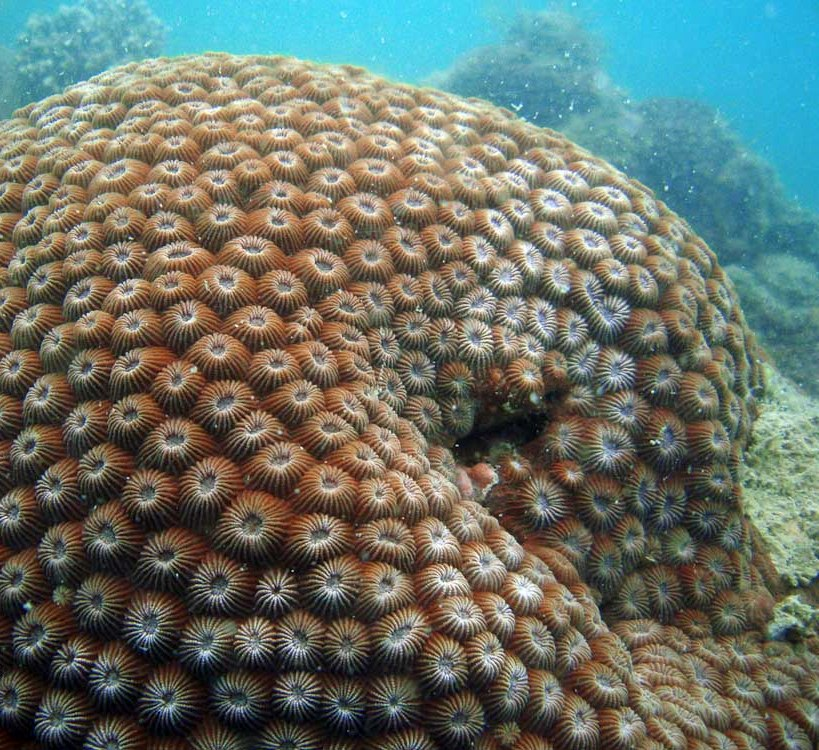
Diploastrea heliopora
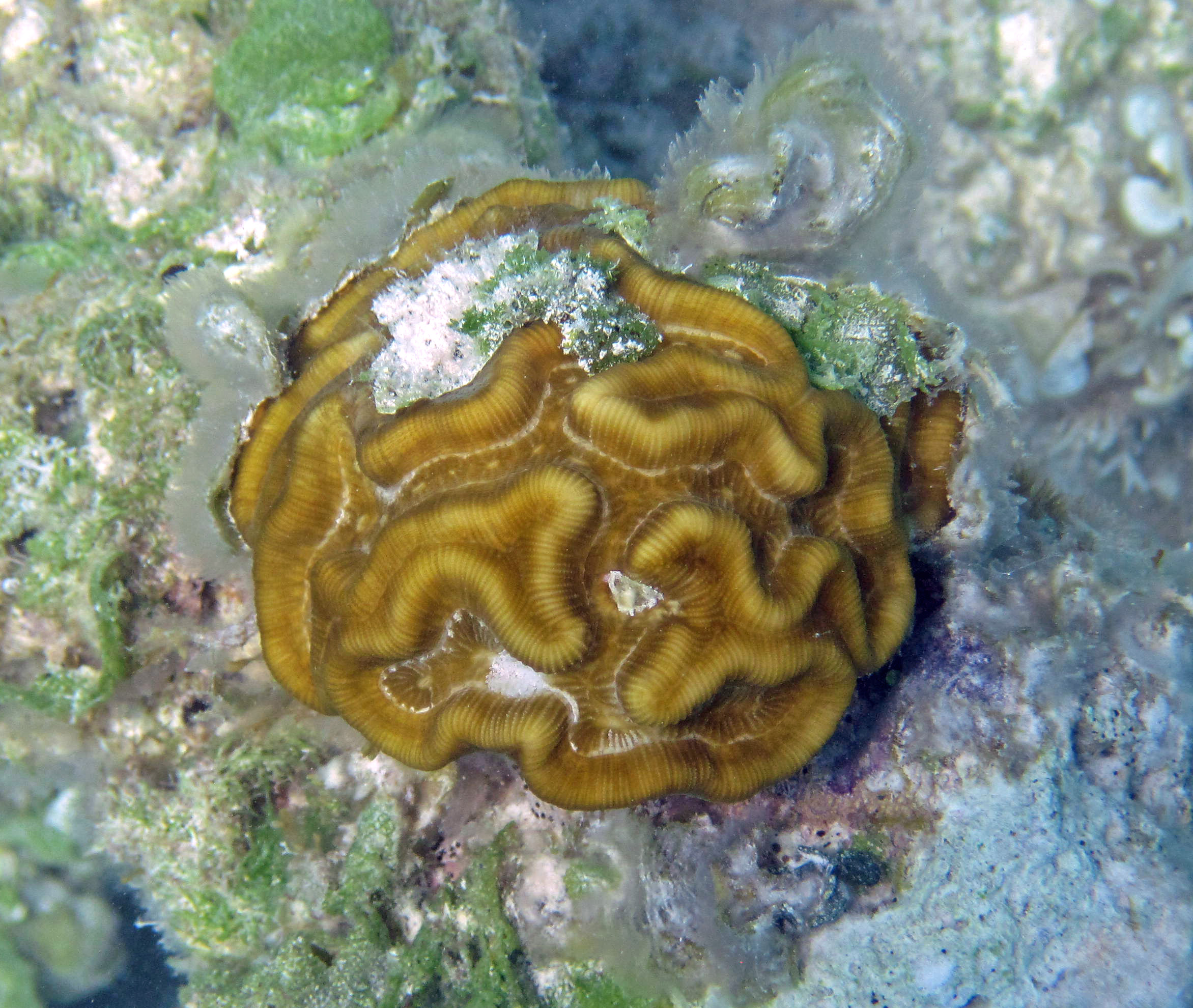
Manicina areolata
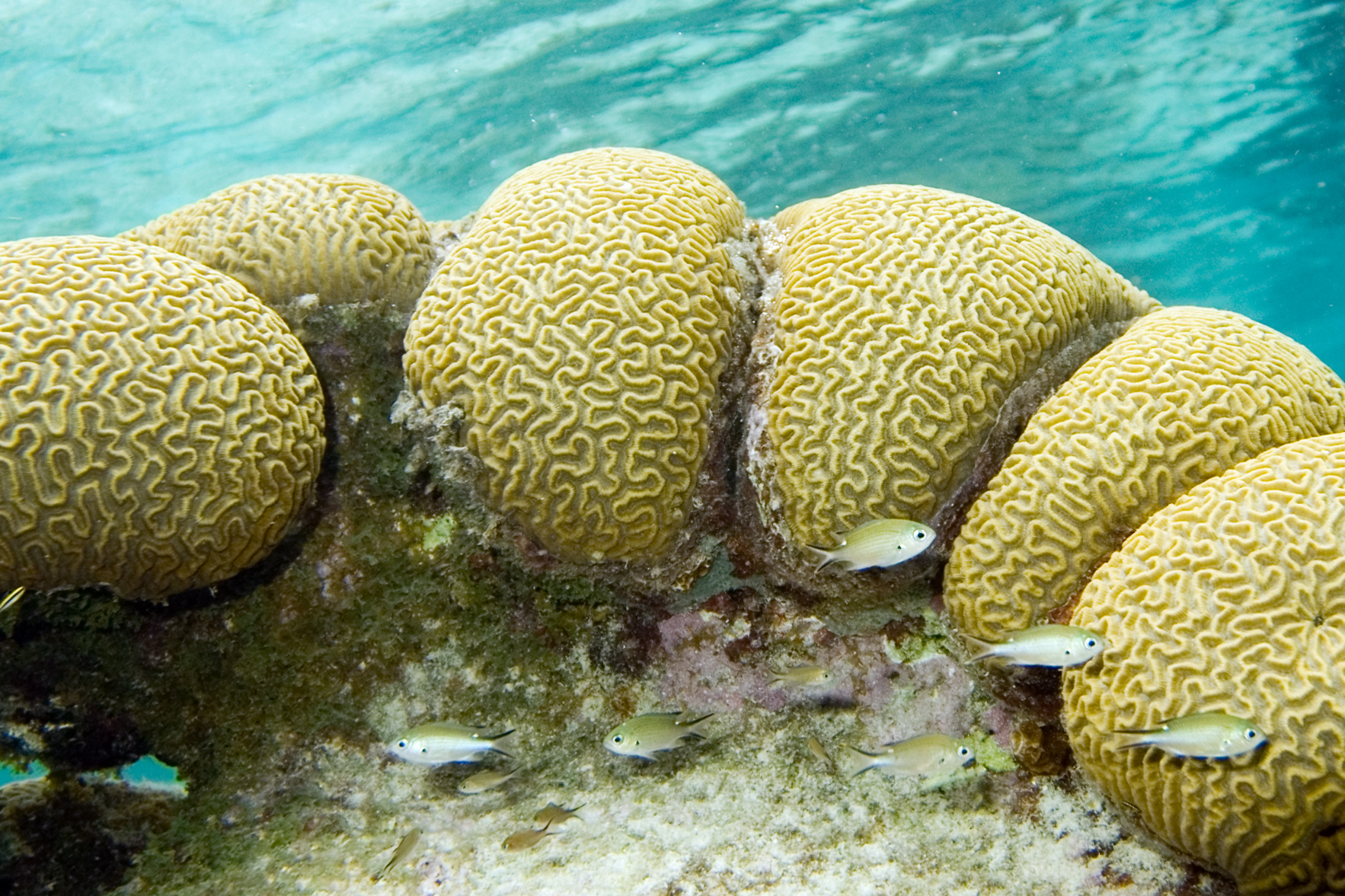
Pseudodiploria strigosa
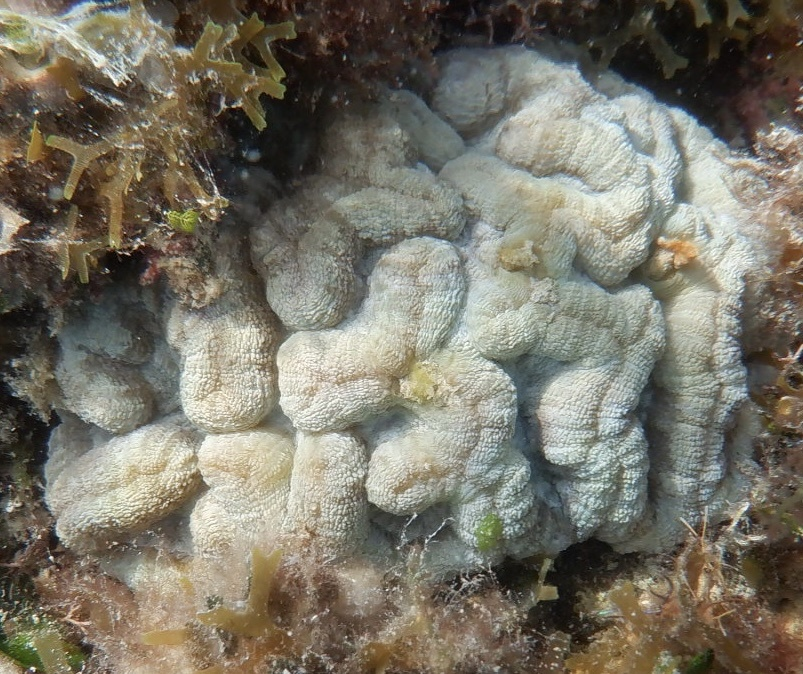
Isophyllia sinuosa
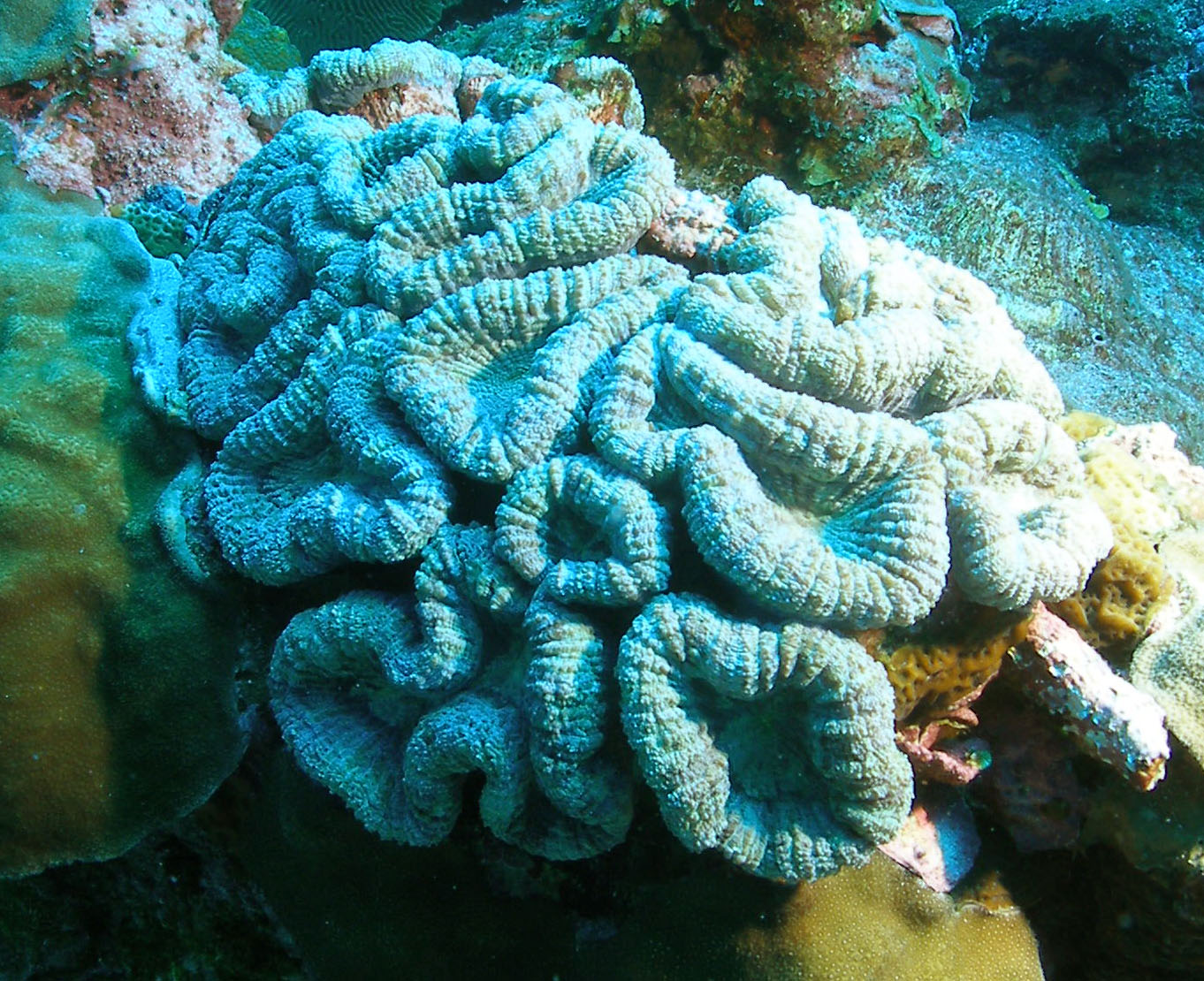
Mussa angulosa
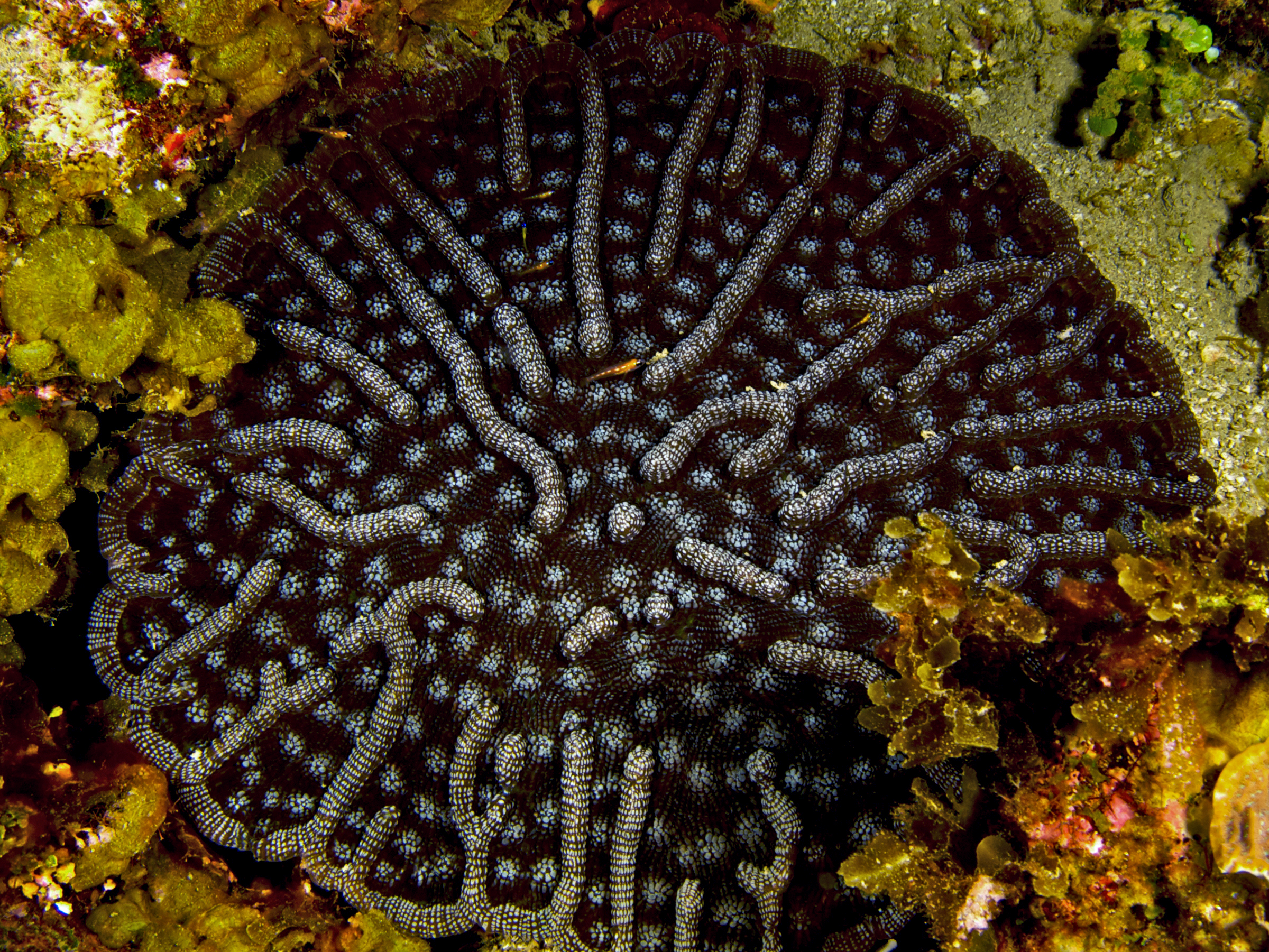
Mycetophyllia alliciae
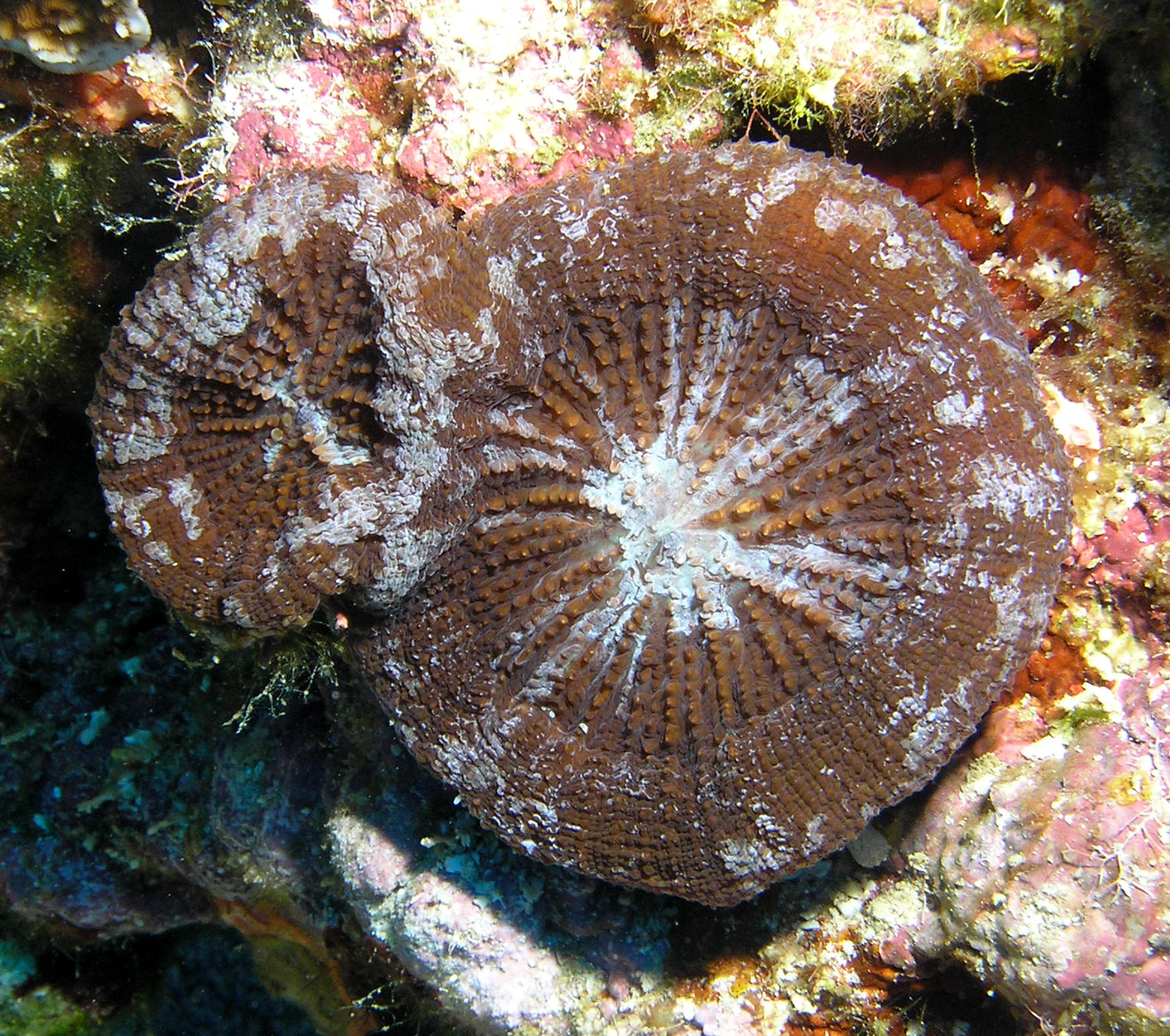
Scolymia cubensis